# Simon Hoogewerf
Simon Hoogewerf, född 11 maj 1963, är en friidrottare från Kanada. Han deltog vid olympiska sommarspelen 1984 och olympiska sommarspelen 1988.